# Severin Hacker
Severin Hacker (sinh ngày 6 tháng 7 năm 1984) là một Nhà khoa học máy tính người Thụy Sĩ là nhà đồng sáng lập đồng thời cũng là Giám đốc công nghệ của Duolingo, ứng dụng học ngôn ngữ phổ biến nhất hiện tại. 

## Tiểu sử
Hacker sinh ra và lớn lên ở Zug, Thụy Sĩ và được học tại ETH Zürich, năm 2009 sau khi anh nhận bằng Ngành Cử nhân ngành khoa học máy tính, vào năm 2009 Anh chuyển đến Pittsburgh để học tại Đại học Carnegie Mellon, nơi mà anh gặp được Luis von Ahn - người mà sau này cùng đồng sáng lập ra Duolingo. 
Trong một cuộc phỏng vấn năm 2020, Hacker chỉ ra rằng chơi game đóng vai trò khiến anh bị thu hút đến ngành khoa học máy tính. "Điều ban đầu thu hút tôi đến với máy tính là chơi trò chơi điện tử và tôi mong muốn xây dựng trò chơi theo cách của riêng mình cũng như theo cách những trò chơi đó được tạo ra. Tôi đã phần nào bị ám ảnh với trò chơi điện tử".

## Thành lập Duolingo
Ban đầu, Severin Hacker và Luis von Ahn, muốn phát triển một ứng dụng có thể dịch các trang web trên internet để dành cho những người không giỏi Tiếng Anh vẫn có thể truy cập và hiểu được ngôn ngữ, tuy nhiên họ cảm thấy rằng phần mềm dịch ngôn ngữ tự động không hiệu quả bằng việc sử dụng các kỹ năng và kiến thức của những người bản xứ. Sau này Hacker cùng với Ahn đã tạo ra Duolingo cho ứng dụng miễn phí để cho những người không có đủ tiền để học ngôn ngữ có thể  truy cập để học.

## Giải thưởng
- Vào năm 2014, Hacker đã nhận được Giải thưởng Crunchie cho người Khởi nghiệp xuất sắc nhất. [10]
- Vào năm 2014, Hacker đã được đưa vào "Những nhà sáng tạo hàng đầu dưới 35 tuổi" do MIT Technology Review bầu chọn .[11]
- Năm 2016, Hacker cùng với Luis von Ahn nhận giải thưởng Tech 50 [12].
- Năm 2019, Hacker đã nhận được Giải thưởng Doanh nhân trẻ của năm do One Young World bầu chọn . [13]